# Завод (Гомельская область)
Завод (бел. Завад) — деревня в Староруднянском сельсовете Жлобинского района Гомельской области Белоруссии.
На востоке, севере и западе граничит с лесом.

## География

### Расположение
В 20 км на юго-восток от Жлобина, 7 км от железнодорожной станции Хальч (на линии Жлобин — Гомель), 75 км от Гомеля.

## Гидрография
На реке Окра (приток реки Днепр).

## Транспортная сеть
Рядом автодорога Бобруйск — Гомель. Планировка состоит из изогнутой широтной улицы, застроенной двусторонне деревянными усадьбами.

## История
По письменным источникам известна с XIX века как деревня в Рогачёвском уезде Могилёвской губернии Согласно ревизии 1858 года владение помещика Сенежецкого. С 1860 года работала сукнавальня, с 1875 года — берёзово-дегтярный завод. Согласно переписи 1897 года находилась водяная мельница. В 1909 году школа, 706 десятин земли, в Староруднянской волости Рогачёвского уезда.
В 1931 году организован колхоз. Во время Великой Отечественной войны в декабре 1943 года оккупанты сожгли 47 дворов, убили 2 жителей. В марте 1944 года в деревне размещался полевой госпиталь советских войск. Согласно переписи 1959 года в составе колхоза имени С. М. Кирова (центр — деревня Старая Рудня).

## Население

### Численность
- 2004 год — 26 хозяйств, 50 жителей.

### Динамика
- 1858 год — 11 дворов, 77 жителей.
- 1897 год — 30 дворов, 188 жителей (согласно переписи).
- 1909 год — 38 дворов, 254 жителя.
- 1925 год — 56 дворов.
- 1940 год — 50 дворов, 210 жителей.
- 1959 год — 206 жителей (согласно переписи).
- 2004 год — 26 хозяйств, 50 жителей.

## Достопримечательность
- Памятник Жлобинскому истребительному батальону.